# Porsche Carrera GT
Porsche Carrera GT je supersportovní automobil německé značky Porsche. Poprvé byl veřejnosti představen 6. 3. 2003 na Ženevském autosalonu. Vyráběl se v letech 2004–2006. Vůz má dvojdílnou skládací střechu, je schopen vyvinout rychlost 330 km/h, zrychlení z 0 - 100 km/h zvládne za 3,9 s a z 0 - 200 km/h za 9,9 s. Motor je umístěný uprostřed a má výkon 450 kW/611 hp.
Automobilka původně plánovala vyrobit sérii 1500 vozů, avšak v roce 2006 poté, co bylo dokončeno pouhých 1270 kusů, výrobu vozu Carrera GT zastavila. Jako důvod uvedla nový americký zákon týkající se airbagů.

## Galerie

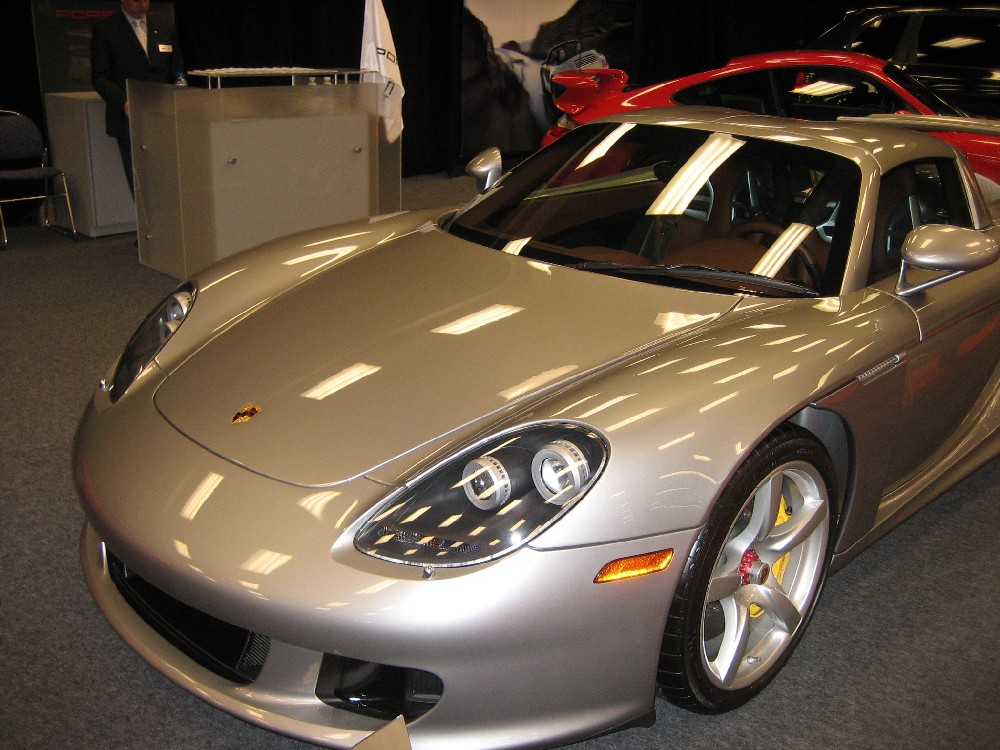
Porsche Carrera GT – předek
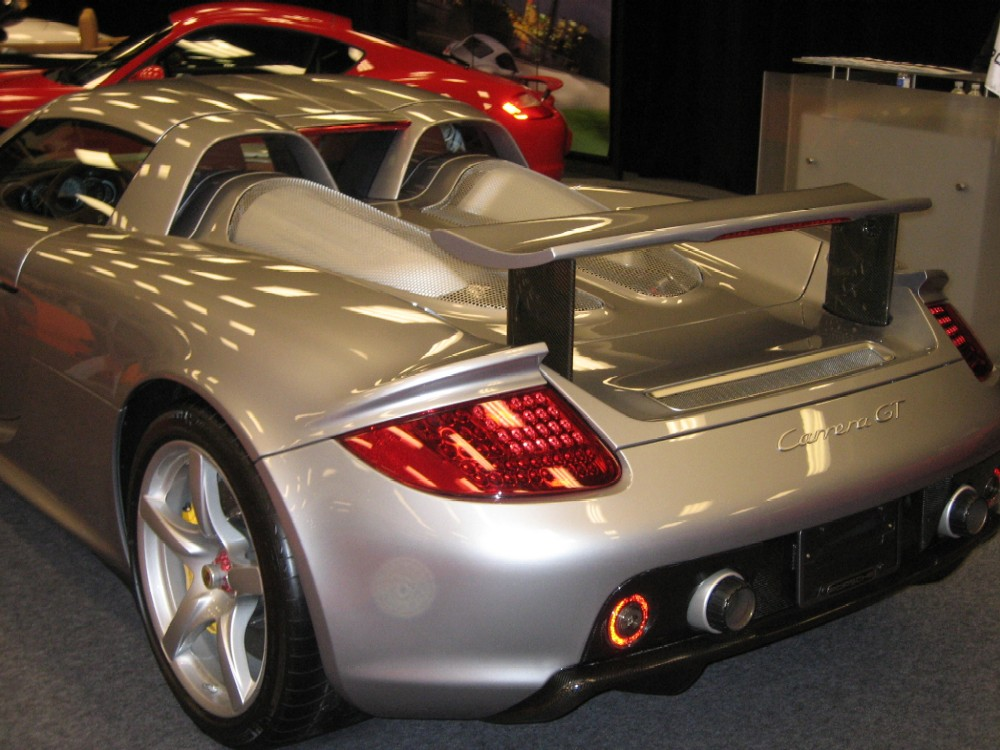
Porsche Carrera GT – zadek
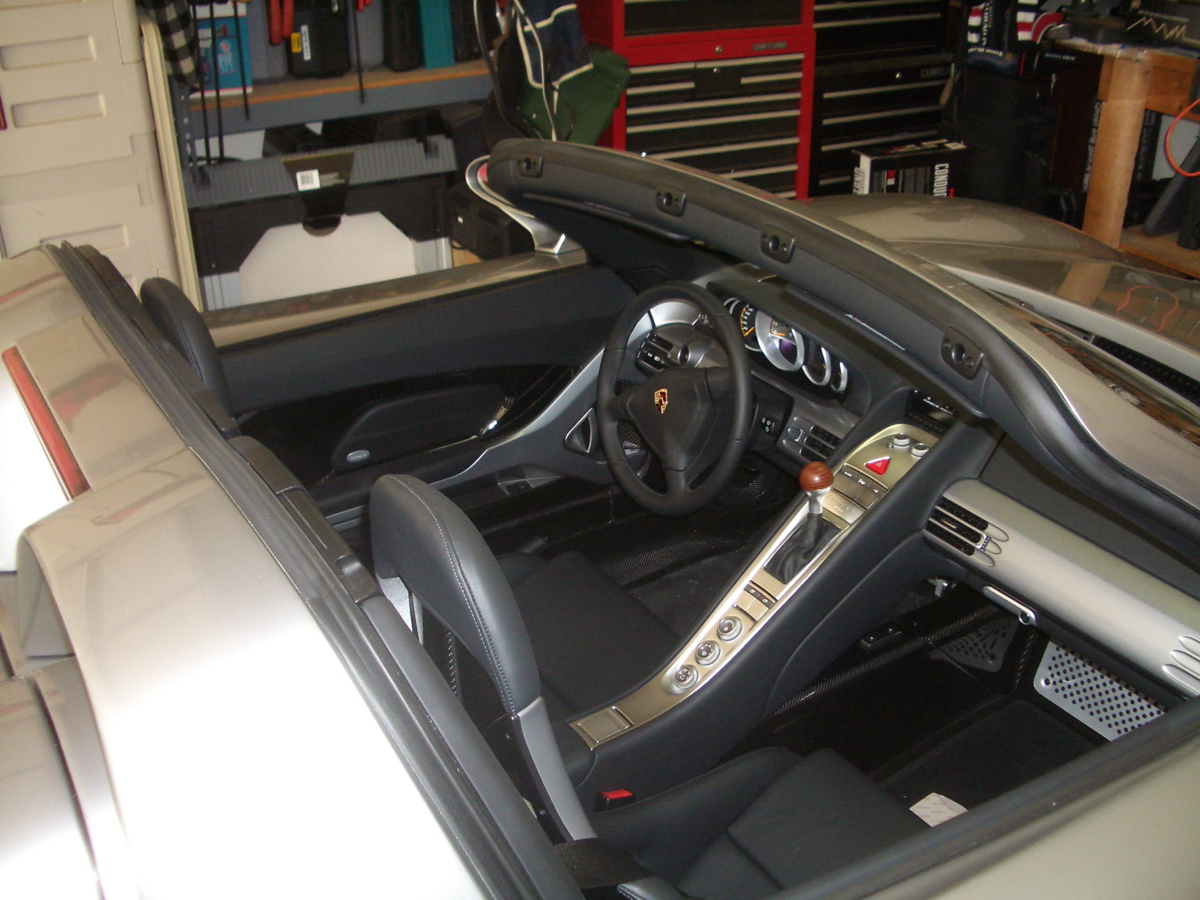
Porsche Carrera GT interiér
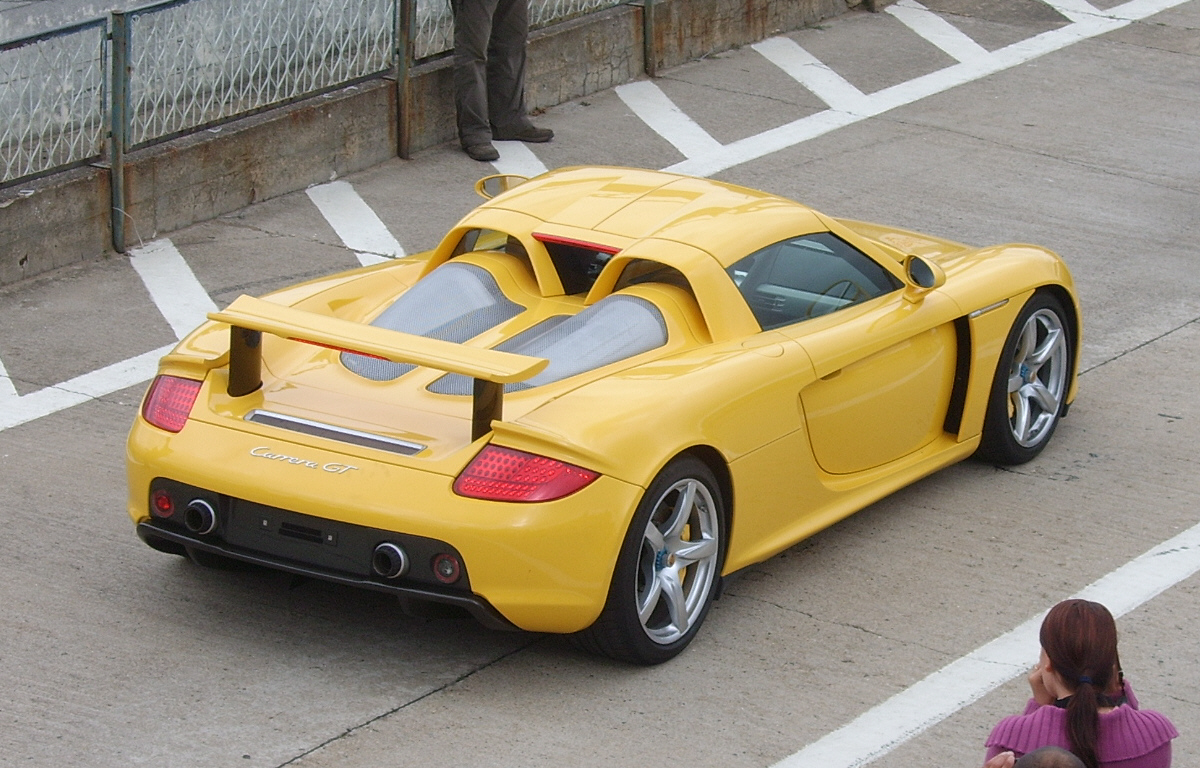
Porsche Carrera GT
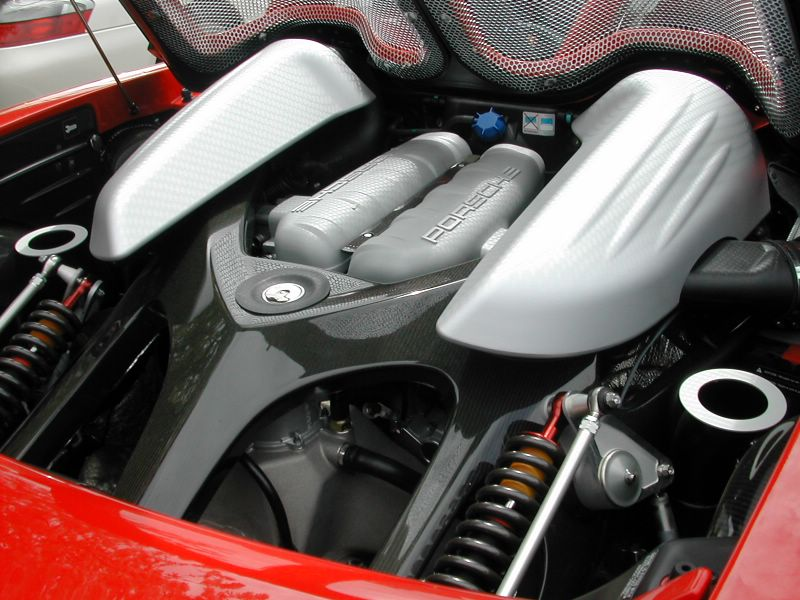
motor 5,7 l OHC V10 položený v zadní části automobilu